# Джованні Андреа Доріа
Джованні Андреа Доріа (італ. Giovanni Andrea Doria, 1539—1606), також відомий як Джанандреа Доріа (італ. Gianandrea Doria) — представник відомої генуезької аристократичної родини Доріа, адмірал флоту Генуезької республіки.

## Біографія

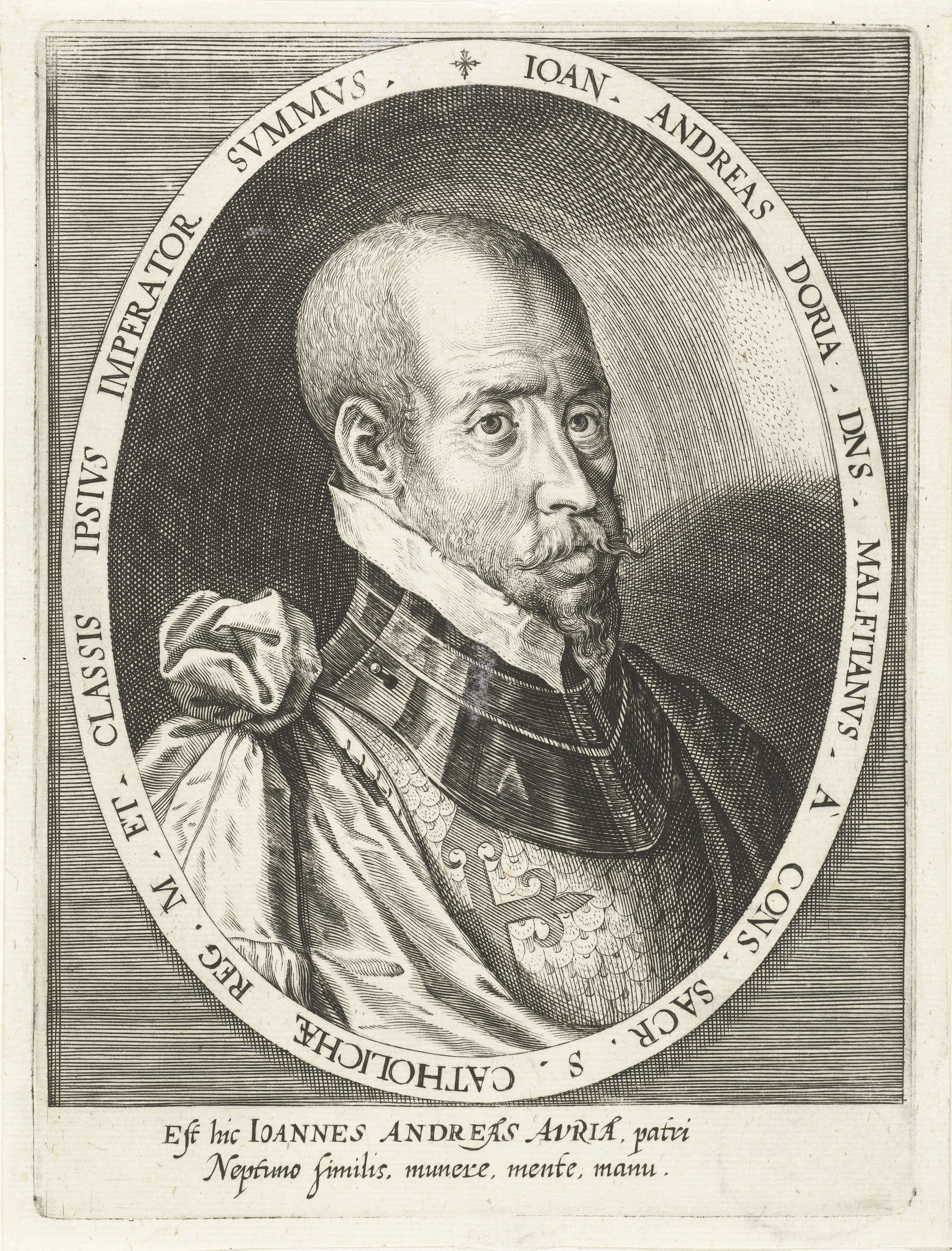
Джованні Андреа Доріа

Джованні Андреа Доріа народився в дворянській родині Доріа в Генуезькій республіці. Він був сином Джаннеттіно Доріа, який помер, коли Джанандреа Доріа було 6 років. Коли Джанандреа змужнів, його двоюрідний дядько, знаменитий генуезький адмірал Андреа Доріа призначив його командувати сімейним галерним флотом Доріа.
Він став адміралом генуезького флоту в 1555 році і командував об'єднаним християнським флотом Священної ліги в битві на Джербі в 1560 році, де його війська зазнали нищівної поразки від османського флоту на чолі з Піяле-пашею і Тургут-реїса. Сам Джанандреа Доріа ледве врятувався з місця битви, при цьому стрес і сором за поразку нібито спричинили смерть вже старого Андреа Доріа.
Джованні Андреа Доріа брав участь у битві при Лепанто в 1571 році, командуючи правим крилом християнської коаліції, відомої як Священна Ліга. Під час битви він дозволив утворити розрив у бойовій лінії кораблів Священної Ліги, чим скористався османський адмірал Улуч Алі, якому вдалось на чолі своїх кораблів вирватись з місця бою і з захопленими християнськими галерами безпечно повернутись в Константинополь. Багато істориків критикували Доріа за відкриття лінії, деякі доходили до того, що описували це як боягузтво. Зрештою, битва була виграна Священною Лігою, і це стало першою значною поразкою османів на морі в XVI столітті. Доріа продовжував писати звіти, намагаючись виправдати свої дії в битві.
Використовуючи імпульс битви при Лепанто, Хуан Австрійський і Доріа в 1573 році захопили у османів Туніс.
Дорія також очолював експедицію проти берберських держав в Північній Африці у 1601 році.
Доріа був кавалером ордена Сантьяго. Він також був маркізом Турсі та 6-м (або 2-м) принцом Мелфі (обидва титули успадкував від свого родича та прийомного батька, відомого генуезького адмірала Андреа Доріа).

## Шлюби та діти
Він вперше одружився в 1558 році з Зенобією дель Карретто (1540—1590) і мав:
- Андреа Доріа (народився і помер 1565 р.).
- Андреа Доріа (народився і помер 1566 р.).
- Андреа Доріа (народився і помер 1567 р.).
- Андреа Доріа (народився і помер 1568 р.).
- Вітторія Дорія (1569—1618), одружена з Ферранте II Гонзагою, герцогом Гуасталла, мала дітей.
- Андреа II Доріа (1570—1629), 3-й принц Мелфі, одружився з Джованні Колонна і мав дітей.
- Джованні Доріа (1573—1642) на ім'я Джаннеттіно; Кардинал, архієпископ Фессалонік і Палермо, віцекороль Сицилії
- Артемісія Дорія (1574—1644), одружена з Карлосом Франсіско де Борджіа, 7-м герцогом Гандії, мала дітей.
- Карло Доріа (1576—1650), герцог Турсі, одружений на Плацидії Спінола, мав дітей.

Він одружився вдруге таємно в 1590 році з баронесою Катариною Лісфельт і Гарем (1564—1606), законною донькою Еріка II, герцога Брауншвейг-Люнебурга.